# Ружа (лист)
РУЖА : шальиво-сатиричный забавный листъ је хумористички часопис који је излазио у Београду од 1865. до 1872. године. Уредник је био Михајло Ћелешевић.

## Историјат
Ружа је био лист окарактерисан као шаљиви, сатирични и забавни лист. Јован Јовановић Змај је алудирао у свом листу Жижа да су Враголан, Видов дан, Српски народ и Ружа листови који су поткупљени, односно наклоњени влади. То је и разлог зашто Ружа није смела да развије оштрију сатиру. Нападала је социјалистички оријентисане листове: Раденик, Враголан и Решето.
Лист је излазио у време кад је Србија била полицијска земља, тако да су могли да излазе само званични и полузванични листови. Уредник Руже био је секретар Министарства финансија. Користио је лист да напада све оне који су му стајали на путу његовој каријери успешног чиновника. Нападао је чиновнике, али и неке министре. Додворавао се кнезу Михаилу, а касније и намесницима (намесник Блазнавац). Ружу су штитили и Јован Ристић и Радивоје Милојковић.
У листу су објављивали песме и Ђорђе Малетић и Матија Бан. Објављивао је песме и уредник Михајло Ћелешевић. Ту поезију су многи исмевали, а лист и директно нападали. Нарочито се међу њима истицао Јован Јовановић Змај. Ђура Јакшић је називао Ружу матором блебетушом.

### Србска жеља
Коста Христић, син државника Николе Христића, је смислио да са Лазом Лазаревићем да оконча излажење Руже. Написали су песму о скором ослобођењу, али су почетна слова песме давала акростих који је уредника листа извргавао руглу. После објављивања песме, јавност се изругивала Ћелешевићу, али је Ружа опстала још једну годину.

### Карикатуре
Упркос исмевању публикованих песама и самог листа, Ружа има заслуга за нашу шаљиву периодику. Објављиване су карикатуре које су по замисли уредника Михајла Ћелешевића цртали бечки карикатуристи. Бечки ксилографи и илустратори су цртали карикатуре, а после резали дрворезе.

### Однос према Вуковој реформи језика
Уредник Руже се дуго одупирао реформи језика Вука Караџића. Године 1871. Михајло Ћелешевић је прихватио нови правопис.

### Периодичност излажења
Лист је излазио недељно.
Од 1871. године је излазио 48 пута за годину дана. Последњи број изашао је 19. јуна 1872. године.

### Тематика
- Шаљиве вести
- Поезија
- Шаљиви текстови са примесом сатире
- Огласи
- Карикатуре

#### Рубрике
Рубрика Београдске вести је била редовна и у њој су наизменично објављиване озбиљне и шаљиве вести. Због објављивања оштрих сатиричних речи по питању чистоће клупа на Калемегдану, као и мрачних делова Калемегдана, као и оних са јасном или прикривеном политичком поруком уредник није имао никаквих проблема.
- Београдске вести

## Сарадници
- Ђорђе Малетић
- Матија Бан
- Милован Глишић

## Галерија
- Ружа, број 11, 1871.
- Београдске новости у Ружи, број 11, страна 44, 1871.
- Ружа, број 21, 1871.
- Ружа, број 23, страна 92, 1871.
- Ружа, број 20-21, 1872.